# St. Peters (Missouri)
St. Peters is een plaats (city) in de Amerikaanse staat Missouri, en valt bestuurlijk gezien onder St. Charles County.

## Demografie
Bij de volkstelling in 2000 werd het aantal inwoners vastgesteld op 51.381.

## Geografie
Volgens het United States Census Bureau beslaat de plaats een oppervlakte van
54,9 km², geheel bestaande uit land.

## Plaatsen in de nabije omgeving
De onderstaande figuur toont nabijgelegen plaatsen in een straal van 12 km rond St. Peters.